# آندره‌آ پاتزاگلی
آندره‌آ پاتزاگلی(به ایتالیایی: Andrea Pazzagli) (زاده ۱۸ ژانویه ۱۹۶۰ در فلورانس، درگذشته ۳۱ ژوئیه ۲۰۱۱ در پونتا آلا) دروازه‌بان سابق ایتالیایی است.